# 梅尔里什
梅尔里什是葡萄牙波尔图区的一个堂区。总面积15.4平方公里，总人口3945人，人口密度256.2人/平方公里。